# Upplands runinskrifter 1048
Upplands runinskrifter 1048 är den första stenen till höger om ingången till kyrkan, av de fyra runstenerna utanför Björklinge kyrka. De andra tre stenarna är U 1045, U 1046 och 
U 1047. En informationstavla vid stenarna saknas.

## Inskriften
Runorna på vänstra sidan stenen är uppochnervända.

### Inskriften i runor
ᚴᛁᛚᛅᚢᚴ᛫ᛚᛁᛏ᛫ᚼᛅᚴᚢᛅ᛫ᛅᛏ᛫ᛁᚮᚱᚢᛏ᛫ᛋᚢᚾ᛫ᛋᛁᚾ᛫ᛏᚮ᛫ᛁ᛫ᚼᛅᛁᚦᛅᛒᚤ

### Inskriften i translitterering
Gillaug lét hôggva at Jôrund, son sinn, dó í Heiðabý.

### Inskriften i översättning
"Gillög lät hugga stenen efter Jorund, sin son. [Han] dog i Hedeby."

## Historia
Runstenen har förmodligen ristats av samma runmästare som också ristade U 1050 och U 1060.
Stenen har hittats under sakristigolvet. Alla runstenor vid Björklinge kyrka har målats om sommaren 2008.

## Bildgalleri

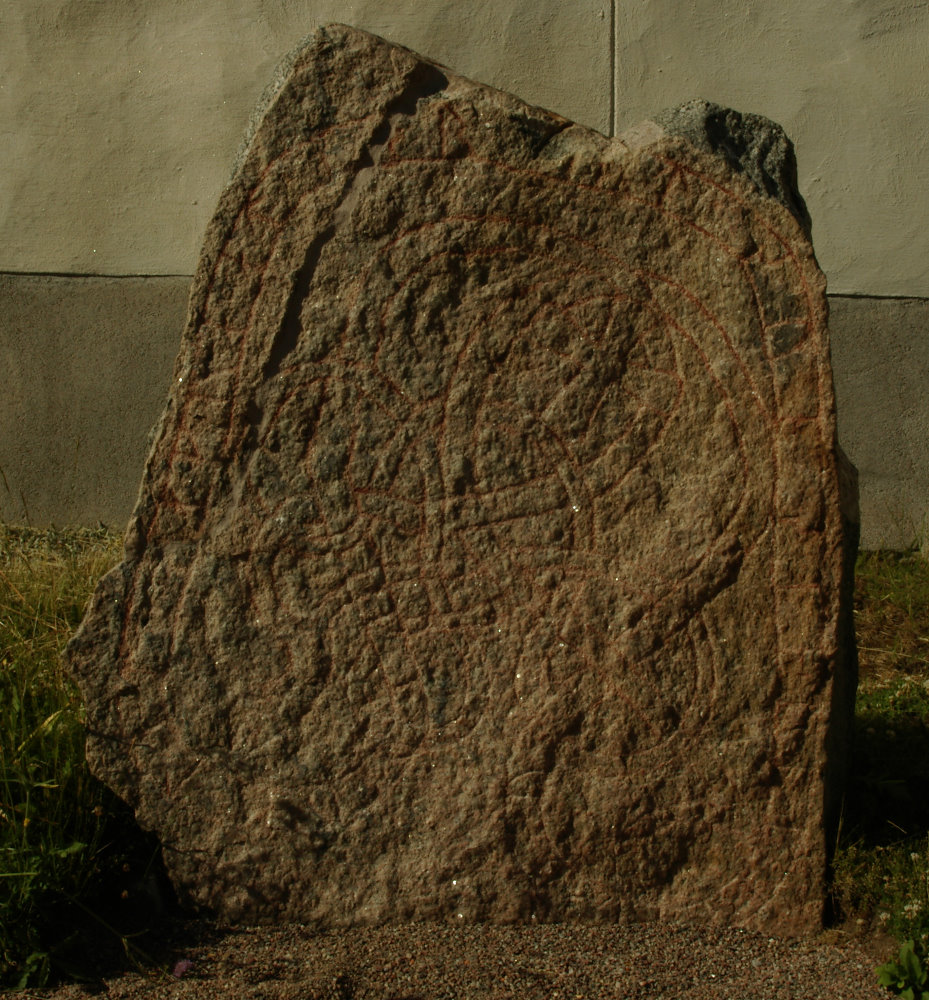
U 1048 år 2006
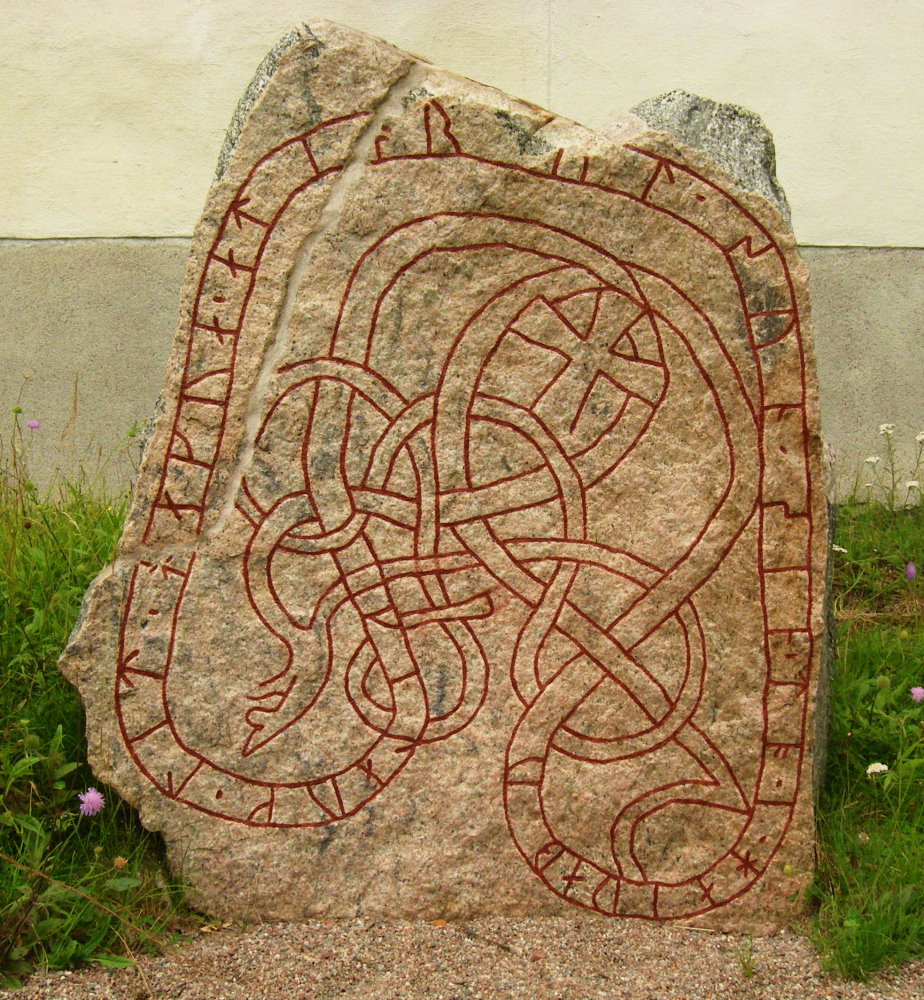
U 1048 år 2009